# Светско првенство у кошарци 2019 — група К
Група К на Светском првенству у кошарци 2019. представља другу фазу Светског првенства у којој ће бити смештена четири тима, две најбоље екипе из групе Е и две из групе Ф. Резултати из првог круга се преносе. Тимови ће играти против тимова из групе са којом се раније нису сусретали, играће се укупно две утакмице по екипи, а све утакмице су игране у Спортском центру Шенџен у Шенџену. Након одигравања свих утакмица, најбоље две екипе ће се пласирати у четвртфинале, трећепласирани тим ће играти у разигравању од 9. до 12. места , а четвртопласирани тим ће играти у распореду од 13. до 16. места.

## Квалификовани тимови
| Група | Победник | Другопласирани |
| ----- | -------- | -------------- |
| Е     | САД      | Чешка          |
| Ф     | Бразил   | Грчка          |

## Пласман (Табела)
| Поз. | Табела групе К | ИГ | Д | И | П+  | П-  | Разл. | Бод. | Коментари                       |
| ---- | -------------- | -- | - | - | --- | --- | ----- | ---- | ------------------------------- |
| 1.   | САД            | 5  | 5 | 0 | 437 | 330 | +107  | 10   | Пласман у Четвртфинале          |
| 2.   | Чешка          | 5  | 3 | 2 | 417 | 395 | +22   | 8    | Пласман у Четвртфинале          |
| 3.   | Грчка          | 5  | 3 | 2 | 403 | 382 | +21   | 8    | Распоред од 9. до 12. позиције  |
| 4.   | Бразил         | 5  | 3 | 2 | 409 | 427 | -18   | 8    | Распоред од 13. до 16. позиције |

- Међусобни скор: Чешка 1—1 (+15), Грчка 1—1 (+6), Бразил 1—1 (-21)

## Утакмице

### Бразил vs. Чешка
| 7. септембар 2019. 16:30 | Boxscore | Бразил                                                    | 71 : 93 | Чешка                                | Спортски Центар Шенџен, Шенџен Судије: Саверио Ланцарини, Џулио Анаја, Андрис Аункроџерс |  |
| 7. септембар 2019. 16:30 | Boxscore | Четвртине: 16:20, 16:25, 14:20, 25:28                     |         |                                      | Спортски Центар Шенџен, Шенџен Судије: Саверио Ланцарини, Џулио Анаја, Андрис Аункроџерс |  |
| 7. септембар 2019. 16:30 | Boxscore | Поени: Бените 12 Скокови: Варежао 5 Асистенције: Уертас 6 |         | Саторански 20 Балвин 11 Саторански 9 | Спортски Центар Шенџен, Шенџен Судије: Саверио Ланцарини, Џулио Анаја, Андрис Аункроџерс |  |

### САД vs. Грчка
| 7. септембар 2019. 20:30 | Boxscore | САД                                                   | 69 : 53 | Грчка                                       | Спортски Центар Шенџен, Шенџен Судије: Александар Глишић, Фердинанд Пасквал, Војчех Лишка |  |
| 7. септембар 2019. 20:30 | Boxscore | Четвртине: 19:17, 19:8, 16:12, 15:16                  |         |                                             | Спортски Центар Шенџен, Шенџен Судије: Александар Глишић, Фердинанд Пасквал, Војчех Лишка |  |
| 7. септембар 2019. 20:30 | Boxscore | Поени: Вокер 15 Скокови: Браун 9 Асистенције: Вокер 6 |         | Ј. Адетокумбо 15 Ј. Адетокумбо 13 Калатес 5 | Спортски Центар Шенџен, Шенџен Судије: Александар Глишић, Фердинанд Пасквал, Војчех Лишка |  |

### Чешка vs. Грчка
| 9. септембар 2019. 16:30 | Boxscore | Чешка                                                         | 77 : 84 | Грчка                                | Спортски Центар Шенџен, Шенџен Судије: Александар Глишић, Андрис Аункроџерс, Војчех Лишка |  |
| 9. септембар 2019. 16:30 | Boxscore | Четвртине: 12:18, 21:14, 16:25, 28:27                         |         |                                      | Спортски Центар Шенџен, Шенџен Судије: Александар Глишић, Андрис Аункроџерс, Војчех Лишка |  |
| 9. септембар 2019. 16:30 | Boxscore | Поени: Бохачик 25 Скокови: Балвин 9 Асистенције: Саторански 9 |         | Калатес 27 Ј. Адетокумбо 9 Калатес 6 | Спортски Центар Шенџен, Шенџен Судије: Александар Глишић, Андрис Аункроџерс, Војчех Лишка |  |

### САД vs. Бразил
| 9. септембар 2019. 20:30 | Boxscore | САД                                                            | 89 : 73 | Бразил                       | Спортски Центар Шенџен, Шенџен Судије: Саверио Ланцарини, Фердинанд Пасквал, Џулио Анаја |  |
| 9. септембар 2019. 20:30 | Boxscore | Четвртине: 21:18, 22:21, 24:17, 22:17                          |         |                              | Спортски Центар Шенџен, Шенџен Судије: Саверио Ланцарини, Фердинанд Пасквал, Џулио Анаја |  |
| 9. септембар 2019. 20:30 | Boxscore | Поени: Тарнер, Вокер 16 Скокови: Тарнер 8 Асистенције: Мичел 7 |         | Бените 21 Варежао 8 Уертас 5 | Спортски Центар Шенџен, Шенџен Судије: Саверио Ланцарини, Фердинанд Пасквал, Џулио Анаја |  |